# Klaus Fiedler (Missionswissenschaftler)
Klaus Fiedler (* 25. Januar 1942 in Wanne-Eickel) ist ein deutscher baptistischer Geistlicher und evangelischer Theologe, Missionswissenschaftler, Missionshistoriker, Autor und Verleger.

## Leben
Fiedler wuchs mit seinen drei älteren Geschwistern auf und wurde 1956 in der Evangelisch-Freikirchlichen Gemeinde (Baptisten) Wanne-Eickel getauft. Nach einem Baupraktikum sowie einem Praktikum in einer überörtlichen Jugendarbeit in Hannover studierte er von 1962 bis 1965 am Theologischen Seminar Hamburg, dazu parallel von 1963 bis 1965 und 1966/67 an der Universität Hamburg und 1965/66 am Department of Religious Studies der Makerere-Universität (damals noch Teil der University of East Africa) in Kampala, Uganda.
Nach einem Gemeindepraktikum in Schwelm und Hagen wurde er 1968 als Pastor ordiniert. Danach war er bis 1976 in der Gemeindegründungsarbeit in Südtansania tätig, ausgesandt durch das Missionshaus Bibelschule Wiedenest. An der von ihm mitgegründeten Bibelschule Nanjoka/Tunduru unterrichtete er das Fach Kirchengeschichte und arbeitete an der Konkordanz des Alten Testamentes in Swahili mit.
1968/69 absolvierte er ein B.A. Studium an der Makerere-Universität in Kampala, Uganda und ab 1973 ein Studium an der University of Dar es Salaam, Tansania, wo er 1978 mit seiner Dissertation über Christentum und afrikanische Kultur: Konservative deutsche Missionare in Tanzania, 1900 bis 1940 zum Doctor of Philosophy in History promovierte.
Zurück in Deutschland arbeitete er für 6 Jahre halbzeitig als Pastor in Ratingen und halbzeitig für je 2 Jahre im Oncken Verlag Kassel, im R. Brockhaus Verlag sowie im Schuldienst. Von 1981 bis 1985 war er Dozent für traditionelle Religionen und Kirchengeschichte am Seminar für missionarische Fortbildung im Monbachtal und an der Akademie für Weltmission (AWM), Korntal. Zwischen 1984 und 1992 war er ehrenamtlicher Pastor der neugegründeten Evangelisch-Freikirchlichen Gemeinde Erkrath-Hochdahl.
Von 1982 bis 1984 studierte er an der Universität Bochum und an der Kirchlichen Hochschule Wuppertal, das er mit dem Fakultätsexamen (Master of Theology equivalent) abschloss. 1985 bis 1987 arbeitete er mit Hilfe eines Stipendiums der Deutschen Forschungsgemeinschaft an einer Forschungsarbeit zur „Geschichte des Kirchenverständnisses der Glaubensmissionen in Afrika“ als „Beitrag zu den Möglichkeiten und Grenzen einer interdenominationellen Ekklesiologie“. Seine Dissertation zur zweiten Promotion 1991 in Heidelberg bei Theo Sundermeier zum Doctor of Theology (ThD) wurde 1992 unter Ganz auf Vertrauen. Geschichte und Kirchenverständnis der Glaubensmissionen veröffentlicht.
Von 1991 bis 2017 war er Gastprofessor für Missiologie an der Evangelisch-Theologischen Fakultät Leuven, Belgien mit dem Studiengebiet „Historische Missiologie“. Ab 1992 war er zunächst Dozent und von 1996 bis 2008 Associate Professor an der Universität von Malawi in Zomba. Von 2000 bis 2012 hatte er den Vorsitz des „Baptist Theological College Board“ in Malawi, Lilongwe inne und war von 2008 bis zu seiner Emeritierung 2019 Professor für „Theology and Religious Studies“ an der Universität Mzuzu, Malawi.
Fiedler gehörte von 1983 bis 1987 sowie ab 1989 zum Redaktionsteam des Jahrbuch Mission und arbeitete beim Projekt „Dokumentation zur Geschichte und Theologie der Freikirchen an der Universität Münster“ mit. Er ist Mitglied des Arbeitskreises für evangelikale Missiologie (AfeM) und war von 1985 bis 1996 Chefredakteur von deren Quartalszeitschrift „evangelikale missiologie (em)“. 1989 begann er das Projekt der Bibliografie der deutschsprachigen evangelikalen Missionen und initiierte 1993 die „edition afem“ des Verlag für Kultur und Wissenschaft. Von 1995 bis 2008 leitete er den Verlag „Kachere Series“, seit 2009 die „Mzuni Press“ und seit 2015 auch „Luviri Press“. 2007 ist er in Rente gegangen, aber er ist neben der Verlagsarbeit auch in der theologischen Ausbildung, als Mentor und Verleger und im Kampf gegen Aids tätig.

## Lehre
Fiedler ist als Theologe, Missiologe und Professor mit der Geschichte der evangelischen Missionsgesellschaften und der Kirchen in Afrika vertraut. Er kennt in Ostafrika deren Licht- und Schattenseiten aus eigener Erfahrung. Der Einsatz der Missionen für das Schulwesen und die allgemeine Bildung hätten wesentlich bei der Überwindung des Kolonialismus geholfen. Er macht in seinen Publikationen auch darauf aufmerksam, dass Bildung und Theologie in Afrika noch heute von großer Bedeutung seien, um Einzelpersonen zu fördern und Gemeinschaften voranzubringen. Ohne Theologie ignoriere man die kulturellen Faktoren und die Bedingtheit der biblischen Botschaft und treffe unbewusste Entscheidungen aufgrund seiner eigenen kulturellen und geistlichen Prägung.

## Privates
Von 1967 bis 1991 war er mit Irene Walther verheiratet. Mit ihr hat er drei Kinder. 2001 heiratete er die malawische Witwe Rachel NyaGondwe Banda, deren drei Söhne er an Kindes statt angenommen hat.

## Ehrungen
- 1993: George-W.-Peters-Preis

## Veröffentlichungen
- Christentum und afrikanische Kultur. Konservative deutsche Missionare in Tanzania 1900–1940, Gütersloher Verlagshaus Gerd Mohn, Gütersloh 1983. Erweitert und bearbeitet: Luviri Press, Mzuzu 2016.
- Ganz auf Vertrauen. Geschichte und Kirchenverständnis der Glaubensmissionen (zugl. Dissertation, Universität Heidelberg, 1991), Brunnen Verlag, Gießen 1992; erweitert und bearbeitet: Die Glaubensmissionen in Afrika. Geschichte und Kirchenverständnis, Luviri Press, Mzuzu 2018, ISBN 978-9-9960-66-00-9, 3. Aufl. VTR, Nürnberg 2021, ISBN 978-3-95776-142-2.
- The Story of Faith Missions. From Hudson Taylor to Present Day Africa, Regnum/Lynx, Oxford, 1994, ISBN 1-870345-17-7; erweitert und bearbeitet: Interdenominational Faith Missions in Africa, Mzuni Press, Mzuzu 2018, ISBN 978-99960-60-46-5.
- Missionary Cultural Conservatism: Attempts to Reach an Integration Between African Culture and Christianity in German Protestant Missionary Work in Tanzania 1900–1940, E.J. Brill, Köln 1996.
- Teaching Church History in Malawi, Kachere Series, Zomba 2005.
- Baptists and the Ordination of Women, Kachere Series, Zomba 2008, 2. Aufl. 2010, ISBN 978-99908-87-51-8.[7]
- The Gospel Takes Roots on Kilimanjaro: a History of the Evangelical-Lutheran Church of Old Moshi-Mbokomu 1885–1940, Kachere Series, Zomba 2008, ISBN 978-99908-76-08-6.
- The Making of a Maverick Missionary. Joseph Booth in Australasia, Kachere, Zomba 2008; Luviri Press, Mzuzu 2016, ISBN 978-99960-968-4-6.
- Missions as the Theology of the Church. An Argument from Malawi, Mzuni Press, Mzuzu 2015. ISBN 978-99908-0-249-8.
- Conflicted Power in Malawian Christianity: Essays Missionary and Evangelical from Malawi, Mzuni Press, Mzuzu 2015, ISBN 978-99960-27-03-1.
- Fake Healing Claims for HIV/AIDS in Malawi. Traditional, Christian and Scientific, Mzuni Press, Mzuzu 2016, ISBN 978-99960-45-26-4.
- For the Sake of Christian Marriage. Abolish Church Weddings, Luviri Press, Mzuzu 2024, ISBN 978-99960-66-79-5.

als Mitautor
- mit Rachel NyaGondwe Fiedler und Johannes W. Hofmeyr: African Feminist Hermeneutics. An Evangelical Reflection, Mzuni Press, Mzuzu 2016, ISBN 978-99960-45-20-2.
- mit Kenneth R. Ross: A Malawi Church History 1860–2020, Mzuni Press, Mzuzu 2020, ISBN 978-99960-60-74-8.
- mit Kenneth R. Ross: Christianity in Malawi. A Reader, Mzuni Press, Mzuzu 2021, ISBN 978-99960-60-98-4.
- mit Hany Longwe: Baptists and the Ordination of Women in Malawi, Mzuni Press, Mzuzu 2022, ISBN 978-99960-66-86-3.

als Mitherausgeber
- Einsteigen - Ankommen. Gemeindeunterricht 13 – 16. Schülerarbeitsbuch I, (Hg. von Dorothea Nowak, Gerhard Ullner, Klaus Fiedler, Ernst Bohnet, Siegfried Karg, Bodo Riedel, Hinrich Schmidt, François Traudisch), Oncken, Wuppertal/Kassel 1980.
- Einsteigen - Ankommen. Gemeindeunterricht 13 – 16. Schülerarbeitsbuch II (mit Gerhard Ullner, Günter Balders, Ernst Bohnet, Siegfried Karg, Bodo Riedel, Hinrich Schmidt (Hrsg.)), Oncken, Kassel 1981.
- William Carey: Eine Untersuchung über die Verpflichtung der Christen, Mittel einzusetzen für die Bekehrung der Heiden (mit Thomas Schirrmacher), Verlag für Kultur und Wissenschaft, Bonn 1998.

Aufsätze
- Das Verhältnis von Evangelium und Kultur. In: Evangelium in indianischen Kulturen. Ökumenischer Ausschuß für Indianerfragen: Hamburg, 1980.
- Die Ortsgemeinde und die Herausforderung der Armen. In: Jahrbuch Evangelische Mission, Hamburg, 1981, S. 111–119.
- Auf der Suche nach den Vätern der evangelikalen Missionstheologie. In: Urzeitgemeinde und Endzeitgemeinde - missionarische Existenz in Zeugnis und Leiden, Idea-Dokumentation 3/1988, S. 17–27 (Vortrag afem-Tagung 1988).
- 125 Jahre Glaubensmissionen: Die Anfänge. In: Evangelikale Missiologie 1989, S. 19–25.
- Die religionsgeographische Relevanz der evangelikalen Glaubensmissionen in Afrika. In: K. Rudolph und G. Rinschede: Beiträge zur Religions / Umwelt-Forschung (Geographia Religionum. Interdisziplinäre Schriftenreihe zur Religionsgeographie, Vol. 6), Dietrich Reimer, Berlin 1989, S. 201–224.
- Wo sind die 20.000? Eine kritische Analyse von Lawrence E. Keyes Konzept der 'transkulturellen Drittweltmissionare' und der ihm zugrundeliegenden Daten. In: Evangelikale Missiologie 1989, S. 37–40.
- 125 Jahre Glaubensmissionen: Ihre Geschichte als Herausforderung: In: Klaus Fiedler (Hrsg.): Missionswerke ohne Spendenkampagnen. Die Glaubensmissionen heute und in der Vergangenheit. Idea-Dokumentation 9/91 Wetzlar, 1991.
- Die Vielfalt der evangelischen Missionsbewegung - Der Versuch einer historischen Typologie. In: Evangelikale Missiologie, Vol. 7 (1992), S. 80–82.
- Theologie im Lande von Hunger und Krankheit. In: Evangelikale Missiologie 3, 2004, S. 82–94.
- Afrikas evangelikale Wende. In: Evangelikale Missiologie, 2005, S. 83–99.
- Religiöser Wandel in Malawi. In: Benjamin Simon and Henning Wrogemann (Hrsg.): Konviviale Theologie. Festgabe für Theo Sundermeier zum 70. Geburtstag, Otto Lembeck, Frankfurt 2005, S. 178–192.
- Die Moral Antiretrovirer Behandlung, in: Evangelikale Missiologie 5, 2006.
- Islamization in Malawi  –Perceptions and Reality. In Klaus Müller (Hrsg.): Mission im Islam, Verlag für Theologie und Wissenschaft, Nürnberg 2006.
- Das Kreuz und Ostern. Überlegungen zu einem spannungsreichen Verhältnis. In: Die Gemeinde, Nr. 7, 2010, S. 6–7.
- Mission als Theologie der Kirche und Missionen als Kinder der Erweckung In: Evangelikale Missiologie 27 (2011), S. 64–77.
- Christliche Kirchen in Afrika. In: Afrika-Lexikon, Verlag J.B. Metzler, Stuttgart 2001, ISBN 3-476-01538-6.
- A Revival Disregarded and Disliked’ or What do Seventh-day Adventists, Churches of Christ, Jehovah’s Witnesses and the New Apostolic Church have in Common?, In: Religion in Malawi, Nr. 15/2009, S. 10–19.
- The World Missionary Conference ‘Edinburgh 1910’ as Seen from Malawi, Religion and Culture, Nr. 1/2013, S. 23–33.
- Edinburgh 1910 and the Evangelicals, Evangelical Theological Review, 34/4, 2010. S. 53–71.
- Edinburgh 1910, Africa 2010 and the Evangelicals. Studia Historiae Ecclesiasticae XXXVI (3) 2010, S. 53–71.
- Theologische Ausbildung in Malawi. Geschichte, Erfolge, Herausforderungen, Evangelikale Missiologie 28, 2012, S. 92–104.
- Bruno Gutmanns konservative Modernität, Evangelische Missiologie 33, Nr. 1, 2017, S. 38–56.
- Einheit schadet der Mission. Ein Plädoyer für christliche Vielfalt in Malawi und vielleicht auch anderswo, in: Klaus W. Müller und Elmar Spohn (Hrsg.): Interkulturelle Theologie versus Missiologie. Beiträge zu Geschichte – Mission – Theologie. Festschrift für Bernd Brandl zum 65. Geburtstag, Jahrbuch 2018.
- Academic Training in Incarnational Perspective. In Ulf Strohbehn (Hrsg.): A Manual for Starting and Developing Bible Schools. Appeals and Cases for Paradigm Shifts in Spiritual Formation, Fida International, Helsinki 2020, S. 33–42.
- mit Kenneth R. Ross: Decolonizing Malawi Church History: The Making of a Textbook. In Felix Nyika, Hermann Mvula und Kenneth R. Ross (Hrsg.): Decolonizing the Theological Curriculum in an Online Age, TSM Press, Zomba 2022, S. 401–416.
- Bruno Gutmann's konservative Modernität. In: Christel Kiel, Arnold Kiel, Ravinder Salooja (Hrsg.): Als Sachse zu den Chagga. Erweiterte Dokumentation eines Symposiums zum 50. Todestag von Missionar Bruno Gutmann, Neuer Verlag der Leipziger Mission, Leipzig 2023, pp. 127–148.